# Nieuw-Neuzenpolder

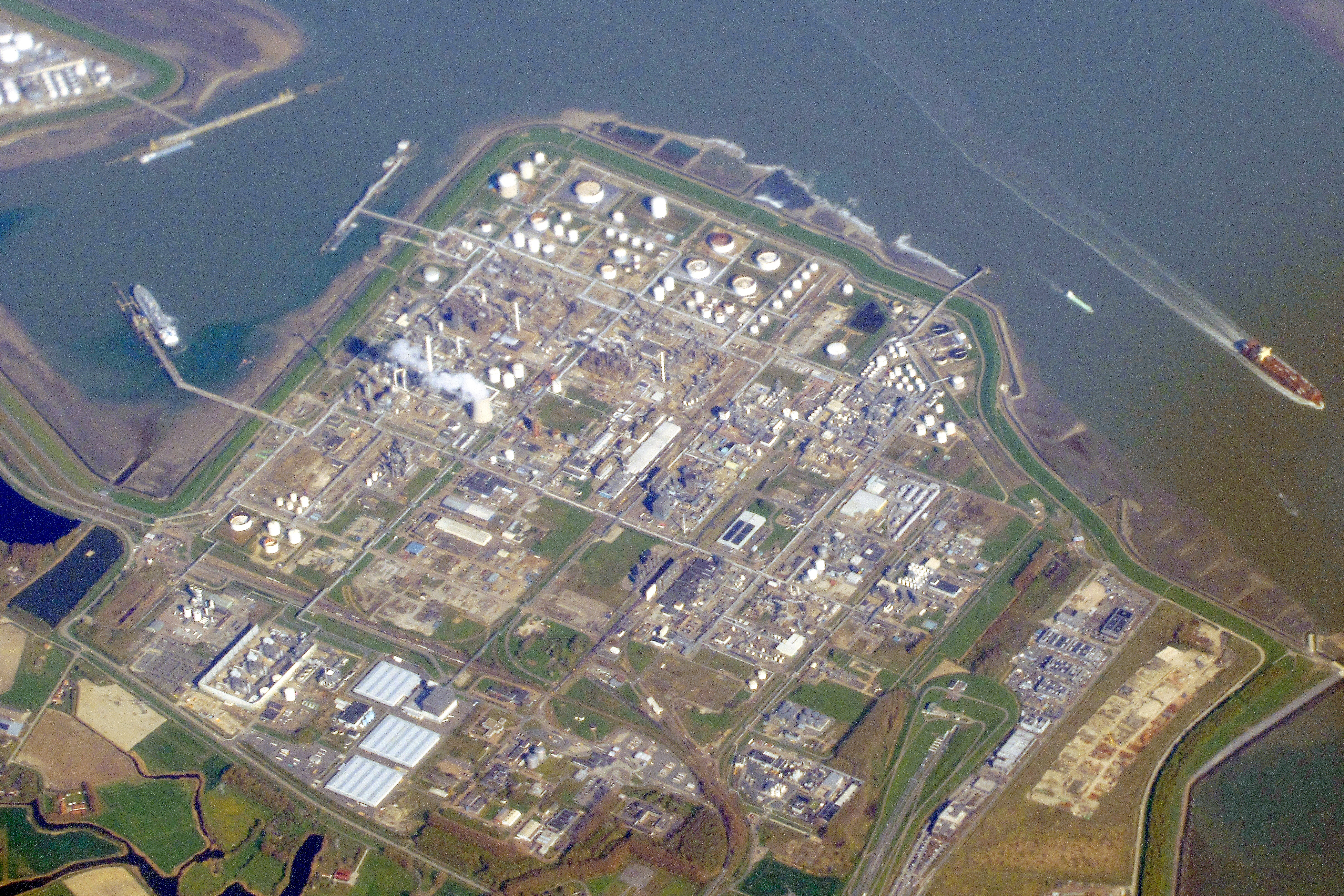
Nieuw-Neuzenpolder met het complex van Dow Chemical

De Nieuw-Neuzenpolder is een polder ten noordwesten van Terneuzen, behorende tot de Polders tussen Axel, Terneuzen en Hoek, in de Nederlandse provincie Zeeland. 
Het betreft een gedeeltelijke indijking van een uitgestrekt schorrengebied voor de kust, toen de noordrand van de Lovenpolder, opgemeten in 1775 door Zacharias Drubbels. Op de schor lag een stelle. Er bevond zich toen in de Westerschelde het zogeheten Kees Teunis Gat. Dit lag vér voor de kust en is later uitgesleten tot de Pas van Terneuzen, een diepe vaargeul in de Westerschelde die tot vlak voor de kust komt en diepten bereikt van meer dan 50 meter.
De indijking geschiedde, in de tijd dat Zeeuws-Vlaanderen tot het Eerste Franse Keizerrijk behoorde, door de Compagnie Blémont. De polder kwam in 1816, dus ná de Napoleontische tijd, tot stand, maar aan de Compagnie was in 1805 een concessie voor 32 jaar verleend voor het inpolderen van alle geschikte schorren in het huidige Oost-Zeeuws-Vlaanderen. Daarbij had het nieuw ontstane Koninkrijk der Nederlanden alsnog concessie verleend onder voorwaarde dat de Compagnie in geen geval eenig secours of hulp zal kunnen vorderen of reclameren, tot vinding van de kosten, welke de défencie harer zeeweringen zal vereischen..zoodat provisioneel de dispositie van het reglement op de administratie van de polders...van geen applicatie zullen zijn in het faveur van den polder.
In 1872 werd de polder, die een kilometerslange zeewerende dijk bezat, alsnog calamiteus verklaard.
Vanaf 1962 werd het complex van Dow Chemical gebouwd. Sindsdien is vrijwel de gehele polder door deze chemische industrie in beslag genomen. Voor deze industrie dienden de buurtschappen Boerengat, Hoogedijk en Noordhoek geheel of gedeeltelijk gesloopt te worden. 
Ten westen van de polder werd, na de afsluiting van Braakman, de Braakmanhaven aangelegd, terwijl ten oosten van de polder, van 1963-1968, de buitenhavens van de sluizen van het Kanaal Gent-Terneuzen tot stand kwamen. Tegenwoordig heeft de polder een oppervlakte 474 ha.